# Eloy Gutiérrez Menoyo

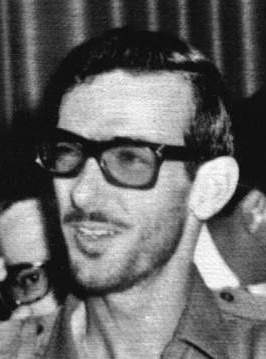
Eloy Gutiérrez (1959)

Eloy Gutierrez Menoyo (ur. 8 grudnia 1934 w Madrycie, zm. 26 października 2012 w Hawanie) – kubański polityk i wojskowy pochodzenia hiszpańskiego.
Studiował medycynę, lecz nie ukończył nauki po zamachu stanu dokonanego przez Francisco Franco. Przyczyną przedwczesnego przerwania studiów była działalność po stronie republikańskiej. Był jednym z trzech comandante, którzy nie pochodzili z Kuby (do pozostałych zaliczali się Argentyńczyk Che Guevara oraz Amerykanin William Morgan). W 1948 przyjechał na Kubę i wkrótce zaangażował się w aktywność ruchu studenckiego, a także partyzanckiego skierowanego przeciwko Fulgencio Batiście. Działał w Rewolucyjnym Dyrektoriacie Studenckim. 13 marca 1957 wziął udział w nieudanym ataku na pałac prezydencki Batisty. Zginął wówczas brat Eloya – Carlos. W 1958 założył studencki FNE, a po rozłamie, który dokonał w lipcu tego samego roku, stworzył SFNE. Był przeciwnikiem reform dokonywanych na Kubie. W 1958 uciekł do Miami. Był liderem antycastrowskiej organizacji Alpha 66, która powstała w pod koniec 1961 na Portoryko. W 1964 powrócił na Kubę, obejmując dowództwo antykomunistycznego oddziału partyzanckiego. W następnym roku został aresztowany i skazany na karę śmierci, którą jednak cofnięto, kiedy przed kamerami telewizji przyznał się do zarzucanych mu czynów. Wyszedł na wolność 20 grudnia 1986 dzięki wstawiennictwu rządu hiszpańskiego, po czym ponownie wyjechał z kraju. Po raz kolejny osiadł w Miami, lecz w odróżnieniu od członków tamtejszej opozycji miał inny pogląd na relacje z reżimem Castro. 20 stycznia 1993 założył organizację Cambio Cubano, która opowiadała się za dialogiem z Fidelem Castro i pokojową drogą przemian. W czerwcu 1995 spotkał się w Hawanie z kubańskim dyktatorem, za co został przez emigrantów w Miami nazwany zdrajcą. W 2003 powrócił na Kubę i za zgodą rządu Castro osiedlił się tam na stałe. Dążył do „otwarcia politycznego” wyspy.